# 全国ママさんバレーボール大会
全国ママさんバレーボール大会（ぜんこくママさんバレーボールたいかい）は、朝日新聞社と全国ママさんバレーボール連盟が主催するママさんバレーの日本一決定戦である。

## 概要
開催地は持ち回りである。第1回は1970年で、全国家庭婦人バレーボール大会名義で開催された。出場チームは、各都道府県大会優勝チーム（北海道は2チーム）と開催地枠の合計49チームである。全試合3セットマッチで、A - D組の優勝チーム同士が総理大臣杯決定トーナメントに進み、最終的に優勝チームに内閣総理大臣杯が贈られる。
2010年大会（群馬県にて開催）以降は、A - D組の各組優勝決定までしか試合は行われず、4チームが優勝という結果になった。総理大臣杯には下関レッズ（山口県代表）が選出された。さらに新型コロナの影響で2020年は中止。21年も緊急事態宣言のため11月にミニトーナメントとして開催。

## 歴代優勝チーム
太字は内閣総理大臣杯受賞チームである。
- 1971年：藤沢クラブ（神奈川）
- 1972年：碩田クラブ（大分）
- 1973年：下諏訪いずみ（長野）
- 1974年：玉垣クラブ（三重）
- 1975年：八万体協（徳島）
- 1976年：宇品クラブ（広島）
- 1977年：玉川同好会（東京）
- 1978年：砂取クラブ（熊本）
- 1979年：上尾クラブ（埼玉）
- 1980年：本山クラブ（兵庫）
- 1981年：潮見ママA（宮崎）
- 1982年：並木クラブ（茨城）
- 1983年：松尾バレークラブ（長野）
- 1984年：城陽AVC（京都）
- 1985年：アミダクラブ（兵庫）
- 1986年：植柳クラブ（熊本）
- 1987年：吹田ファミリーズ（大阪）
- 1988年：神吉（兵庫）
- 1989年：津久見クラブ（大分）
- 1990年：高槻川西クラブ（大阪）
- 1991年：松前クラブ（愛媛）
- 1992年：あかねクラブ（広島）
- 1993年：八代ウイング（熊本）
- 1994年：八幡台（和歌山）
- 1995年：八王子クラブ（西東京）
- 1996年：AMC（兵庫）
- 1997年：翠町体協（広島）
- 1998年：友愛倶楽部（徳島）
- 1999年：浦和市さつき会（埼玉）
- 2000年：豊橋ふれんず（愛知）
- 2001年：岡崎みなみ（愛知）
- 2002年：スワンクラブ（大阪）
- 2003年：泉北MC（大阪）
- 2004年：二光（福岡）
- 2005年：早良クラブ（福岡）
- 2006年：南淡（兵庫）
- 2007年：天草BB（熊本）
- 2008年：江井島エバンス（兵庫）
- 2009年：美咲Club（東京）
- 2010年：下関レッズ（山口）
- 2011年:（東日本大震災の影響で中止）
- 2012年[1]：朝飛（新潟）、ビアーズ（鹿児島）、梅津VBC（京都）、大宮公園クラブ（埼玉）
- 2013年：隼人（鹿児島）、柊野体振（京都）、朝日クラブ（島根）、福田クラブ（兵庫）
- 2014年：渚クラブ（大阪）
- 2015年：ASH（東京）
- 2016年：日出クラブ（大分）
- 2017年：東部クラブ（群馬）
- 2018年：大篠フラワーズ（高知）
- 2019年：フレッシュ大元（岡山）
- 2020年:（新型コロナの影響で中止）
- 2021年：キャロット（大阪）
- 2022年：KAYOクラブ（岐阜）アスナロ会（大阪）
- 2025年一宮